# Euthalia alpheda
Euthalia alpheda is een vlinder uit de onderfamilie Limenitidinae van de familie Nymphalidae. De wetenschappelijke naam van de soort is voor het eerst geldig gepubliceerd in 1823 door Jean-Baptiste Godart.

## Ondersoorten
- Euthalia alpheda alpheda
- Euthalia alpheda bangkana Fruhstorfer, 1906
- Euthalia alpheda cusama Fruhstorfer, 1913
- Euthalia alpheda jama (C. & R. Felder, 1867)
- Euthalia alpheda kenodontus Fruhstorfer, 1906
- Euthalia alpheda krannon Fruhstorfer, 1906
- Euthalia alpheda langkawica Eliot, 1980
- Euthalia alpheda leytana Schröder & Treadaway, 1982
- Euthalia alpheda liaoi Schröder & Treadaway, 1982
- Euthalia alpheda mindorensis Schröder & Treadaway, 1982
- Euthalia alpheda numerica Weymer, 1885
- Euthalia alpheda parta (Moore, 1858)
- Euthalia alpheda phelada Semper, 1888
- Euthalia alpheda rodriguezi Schröder & Treadaway, 1982
- Euthalia alpheda sibuyana Schröder & Treadaway, 1982
- Euthalia alpheda soregina Fruhstorfer, 1913
- Euthalia alpheda verena Fruhstorfer, 1913
- Euthalia alpheda yamuna Fruhstorfer, 1906